# (13152) 1995 QK
(13152) 1995 QK est un astéroïde de la ceinture principale d'astéroïdes découvert en 1995.

## Description
(13152) 1995 QK a été découvert le 19 août 1995 à Church Stretton, dans les Midlands de l'Ouest en Angleterre, par Stephen P. Laurie.

### Caractéristiques orbitales
L'orbite de cet astéroïde est caractérisée par un demi-grand axe de 2,31 UA, un périhélie de 1,91 UA, une excentricité de 0,17 et une inclinaison de 3,32° par rapport à l'écliptique. Du fait de ces caractéristiques, à savoir un demi-grand axe compris entre 2 et 3,2 UA et un périhélie supérieur à 1,666 UA, il est classé, selon la JPL Small-Body Database, comme objet de la ceinture principale d'astéroïdes.

### Caractéristiques physiques
(13152) 1995 QK a une magnitude absolue (H) de 15,3 et un albédo estimé à 0,059.